# Невозможная фигура
Невозможная фигура — один из видов оптических иллюзий, фигура, кажущаяся на первый взгляд проекцией обычного трёхмерного объекта, при внимательном рассмотрении которой становятся видны противоречивые соединения элементов фигуры. Создаётся иллюзия невозможности существования такой фигуры в трёхмерном пространстве.

## Особенности и примеры
На самом деле все невозможные фигуры могут существовать в реальном мире. Так, все объекты, нарисованные на бумаге, являются проекциями трёхмерных объектов, следовательно, можно создать такой трёхмерный объект, который при проецировании на плоскость будет выглядеть невозможным. При взгляде на такой объект из определённой точки он также будет выглядеть невозможным, но при обзоре с любой другой точки эффект невозможности будет теряться.
Наиболее известные невозможные фигуры: невозможный треугольник, бесконечная лестница, невозможный трезубец и невозможный куб.

## В искусстве
Невозможные фигуры изредка появлялись на полотнах мастеров прошлого, например, такова виселица на картине Питера Брейгеля (Старшего) «Сорока на виселице» (1568). Шведский художник XX в. Оскар Реутерсвард сделал невозможную фигуру чертой своего художественного стиля (изобразил тысячи таких фигур), начиная с невозможного треугольника, придуманного им в 1934 году во время учёбы в гимназии. Широкую известность невозможные фигуры приобрели благодаря литографиям голландского художника М. К. Эшера.
Направление в изобразительном искусстве, нацеленное на изображение невозможных фигур, называется имп-арт, или импоссибилизм.